# Pleuranthodium neragaimae
Pleuranthodium neragaimae är en enhjärtbladig växtart som först beskrevs av Alexander Gilli, och fick sitt nu gällande namn av Rosemary Margaret Smith. Pleuranthodium neragaimae ingår i släktet Pleuranthodium och familjen Zingiberaceae.
Artens utbredningsområde är Papua Nya Guinea. Inga underarter finns listade i Catalogue of Life.